# Jean-Claude Lefebvre (cyclisme)
Pour les articles homonymes, voir Jean-Claude Lefebvre et Lefebvre.
Jean-Claude Lefebvre (né le 11 janvier 1933 à Soissons et mort le 12 octobre 2014 à Salouël,) est un coureur cycliste français. Professionnel de 1954 à 1968, il a remporté Paris-Valenciennes en 1959 et a participé six fois au Tour de France.
Il a vécu sa retraite à Vers-sur-Selle (dans le département de la Somme).

## Palmarès
- 1956
  - 2e du Grand Prix du Courrier picard
- 1958
  - Trois Jours d'Hénin-Liétard :
    - Classement général
    - 2e étape (contre-la-montre)

  - Poly Nordiste
- 1959
  - Paris-Valenciennes
  - Roubaix-Cassel-Roubaix[3]
  - Tour du Loiret
- 1960
  - 3e du Grand Prix d'Aix-en-Provence
- 1961
  - 4e de Paris-Nice
- 1962
  - 4e étape du Grand Prix du Midi libre
- 1963
  - 9e de Bordeaux-Paris
- 1965
  - 3e du Tour du Nord
  - 5e de Bordeaux-Paris
  - 7e du Grand Prix des Nations
- 1966
  - 2e du Tour de l'Oise
  - 3e du Bordeaux-Paris

## Résultats sur les grands tours

### Tour de France
6 participations
- 1959 : hors-délais à la 14e étape
- 1961 : 71e
- 1962 : hors-délais à la 16e étape
- 1964 : abandon (16e étape)
- 1965 : 83e
- 1966 : hors-délais à la 16e étape